# Reformationen på Irland
Reformationen på Irland var en process genom vilken Irland bröt med katolska kyrkan och genomförde den protestantiska reformationen.
Reformationen på Irland var en uteslutande engelsk reform som påtvingades irländarna av England, som då kontrollerade delar av ön, och genomfördes utan stöd av den inhemska katolska irländarna. Vid tiden för reformationen i England kontrollerade England endast östra delen av Irland kring Dublin. 
År 1536 utnämnde Henrik VIII George Browne till ärkebiskop i Dublin, som sedan genomförde de reformer som befalldes av Henrik. År 1537 befallde Henrik VIII upplösningen av klostren på Irland. 
Genom Crown of Ireland Act 1542 ersattes Lordship of Ireland med kungariket Irland: Henrik VIII, som redan var överhuvud för kyrkan i kungariket England, blev därmed överhuvud för kyrkan även på Irland. 
Biskoparna tvingades genomföra reformationen i sina distrikt, prästerna tvingades att antingen svära trohet till den nya tron eller gå i exil, och klostren stängdes. På Irland var klostren betydligt fler än i England, men i gengäld de flesta betydligt mindre och fattigare. De små irländska klostren stängdes genom att engelsmännen skrev avtal med de lokala lorderna som tvingades dra in klostren inom sina områden i samband med att de svor eden till engelsmännen. 
Reformationen på Irland genomfördes allteftersom Tudorerövringen av Irland fortgick och lade fler inhemska områden av Irland under sig, varpå reformationen genomfördes i de nya områdena. Det innebar att reformationen genomfördes vid olika tidpunkter i olika delar av Irland, och på vissa ställen på västra Irland fanns kloster kvar till sekelskiftet 1600.  
Dessa reformer blev aldrig mer än genomförda på ytan på Irland. Reformationen påtvingades irländarna av engelsmännen och uppfattades som en del av den engelska kolonisationen. Protestantiska idéer kunde inte spridas bland irländarna när inga irländska protestanter fanns som kunde sprida protestantiska idéer, att hålla fast vid katolicismen betraktades som ett sätt att visa patriotism mot den engelska erövringen, och reformationen kunde aldrig genomföras mer än på ytan. 